# 馬克斯·埃貢 (霍恩洛厄-朗根堡)
馬克斯·埃貢（德語：Max Egon zu Hohenlohe-Langenburg，1897年11月19日—1968年8月13日），德國政治人物，霍恩洛厄-朗根堡的戈特弗里德之子，霍恩洛厄家族成員。

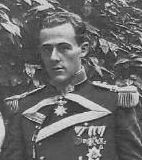

## 家庭
1921年，馬克斯·埃貢與西班牙貴族皮埃迪塔·伊圖貝（Piedita Yturbe）結婚，兩人共有3子3女：
1. 瑪麗亞·法蘭西絲卡（1922年—2007年）
2. 阿方索（1924年—2003年）
3. 克里斯蒂安（1925年—1980年）
4. 伊莉莎白（1927年—1975年）
5. 馬克斯（英语：Max von Hohenlohe）（1931年—1994年），馬可·德·霍恩洛厄-朗根堡的父親
6. 貝亞特麗絲（1935年出生）